# Dialogue entre le gouvernement tibétain en exil et la république populaire de Chine entre 2002 et 2010
Un dialogue entre le gouvernement tibétain en exil et le gouvernement de la république populaire de Chine a débuté en 2002 sur la base de pressions politiques d'instances indépendantes au conflit sino-tibétain sous la forme de courtes rencontres entre les émissaires du dalaï-lama Lodi Gyari et Kelsang Gyaltsen et les émissaires de Pékin. Elles firent suite à une rupture de pourparlers en 1993. Bhuchung K. Tsering, également impliqué dans ce processus de dialogue, a accompagné les émissaires dans toutes les rondes de discussions qu'ils ont eues avec la direction chinoise depuis 2002. À ce jour, le dialogue tibéto-chinois n'a débouché sur aucune négociation, ni rencontre entre les dirigeants chinois et le 14e Dalaï Lama.
En 2008, après 8 rencontres, cette série a connu 15 mois d'interruption, avant la 9e rencontre le 26 janvier 2010.
Le dialogue tibéto-chinois est au point mort depuis janvier 2010.
Le 4 juin 2012, Lodi Gyari et Kelsang Gyaltsen ont démissionné en tant que représentants du dalaï-lama dans les discussions avec le gouvernement chinois, invoquant leur « frustration » liée à l’absence de réponse positive des autorités chinoises et à la façon dont la Chine gère la région où se produisent les immolations de Tibétains.

## La Résolution du Parlement européen du 6 juillet 2000
Après la fuite du dalaï-lama en 1959, les discussions entre le gouvernement de la Chine et le gouvernement tibétain en exil furent rares et sans beaucoup d’effet,
Les efforts du dalaï-lama pour initier un dialogue avec les dirigeants chinois remonte à avril 1973, quand Kundeling Woeser Gyaltsen rentrant d'une visite au Japon a rencontré un représentant de la république populaire de Chine à Hong Kong. George Patterson, alors journaliste à Hong Kong, a joué un rôle dans la négociation d'une réunion avec des responsables chinois. 
Pendant la période de libéralisation inaugurée au Tibet en 1980 par Hu Yaobang, le dalaï-lama a été invité à envoyer plusieurs missions d'enquête au Tibet.
La 1re mission d’enquête s’est rendue au Tibet en août 1979, la 2e en mai 1980 et la 3e en juillet 1980.
En septembre 1980, à la suite de ces missions, le dalaï-lama propose d’envoyer 50 instituteurs tibétains de l’exil pour développer l’enseignement au Tibet et d’ouvrir un bureau de liaison à Pékin. La Chine sursoit à cette demande. En mars 1981, le dalaï-lama écrit à Deng Xiaoping, accepte d’attendre pour le bureau à Pékin, mais réitère la demande d’aider à développer l’éducation au Tibet.
En juillet 1981 Hu Yaobang répond par la proposition de la « Politique en cinq points à l’égard du Dalaï-Lama ».
En avril 1982 et octobre 1984, deux délégations tibétaines se sont rendues à Pékin pour  expliquer que le problème du Tibet ne pouvait se résumer à la question du statut du dalaï-lama, mais la discussion n’avance pas.
En juillet 1985, une 4e mission d'enquête se rend dans le nord-est du Tibet.
Les contacts furent rompus en 1993.
Par une résolution adoptée le 6 juillet 2000, le Parlement européen suggéra de reconnaître le gouvernement tibétain en exil. Selon certains, la reconnaissance du gouvernement tibétain en exil impliquerait la reconnaissance de son droit à l’indépendance.
Le 9 février 2009, 50 associations européennes solidaires de la cause tibétaine ont lancé une campagne appelant les membres du Parlement européen à voter une nouvelle Résolution pour la reconnaissance du gouvernement tibétain en exil d’ici à juin 2009.

## Historique des discussions entre les représentants chinois et tibétains
Des représentants chinois et tibétains se sont rencontrés à 10 reprises entre 2002 et 2010.
- La 1re rencontre se déroula en septembre 2002[12] lors d’une visite de 3 semaines en Chine des représentants du dalaï-lama, dont Lodi Gyari qui affirma que la partie chinoise semblait intéressée par les propositions du dalaï-lama sur l'autonomie du Tibet à l'intérieur de la Chine[16], mais qu'elle s’opposait à tout dialogue avec lui[17].
- La 2e rencontre débuta le 25 mai 2003[12] lors d’une visite en Chine des émissaires du dalaï-lama, Kelsang Gyaltsen et Lodi Gyari[18],[19].
- La 3e rencontre débuta en septembre 2004[12]. À la veille de cette visite, le Parlement tibétain en exil retira sa Résolution visant à réévaluer l'approche de la voie médiane en l'absence de réponse positive de la partie chinoise avant mars 2005[20]. La visite en  Chine des émissaires du dalaï-lama se déroula de façon confidentielle[21].
- La 4e rencontre se déroula à l'ambassade de Chine à Berne en Suisse du 30 juin au 1er juillet 2005[22]. Il s'agissait de la première rencontre tenue hors de Chine par les deux parties[23].
- La 5e rencontre débuta le 15 février 2006[24].
- La 6e rencontre se déroula du 29 juin au 5 juillet 2007, et les représentants du dalaï-lama, Lodi Gyari et Kelsang Gyaltsen, se rendirent en Chine[25]. Lodi Gyari avait donné une interview quelques mois auparavant[26].
- La 7e rencontre se produisit le 4 mai 2008, pour la première fois depuis 10 mois et depuis les Troubles au Tibet en 2008, à Shenzhen dans la province de Canton[27],[28].
- La 7e rencontre se prolongea du 30 juin au 3 juillet 2008, en raison du séisme au Sichuan[29].
- La 8e rencontre se déroula la première semaine de novembre 2008[30], sur 2 jours, les 4 et 5 novembre 2008.
- La 9e rencontre débuta le 26 janvier 2010[4].

## Commentaires du dalaï-lama et de ses représentants
- Lodi Gyari, à la tête de la délégation tibétaine, a commenté officiellement chacune des visites, le 11 juin 2003[31], le 8 juillet 2005[32], le 8 mai 2008[33],[34], le 5 juillet 2008[35], le 6 novembre 2008[36]. Cependant, il ne fit pas de déclaration sur les conclusions de la 8e rencontre avant une « réunion spéciale » pour le peuple tibétain qui s’est tenue à Dharamsala en novembre 2008[37]. Puis, en raison de déclarations des autorités chinoises sur un Memorandum sur l'autonomie réelle pour le peuple tibétain présenté par les Tibétains en exil, ces derniers ont décidé de publier ce document[38].

- Dans sa déclaration du 10 mars 2006, le 14e dalaï-lama a affirmé que la 5e visite « a permis aux deux parties de déterminer avec précision les principales différences de vue qui demeurent entre nous » et que les parties « ont aussi pris la mesure des conditions nécessaires à la résolution de ces différences ». Les envoyés ont également fait part aux autorités chinoises du souhait du dalaï-lama de visiter la Chine lors d'un pèlerinage et de prendre connaissance des changements et du développement en Chine. Le dalaï-lama a pressé les autorités chinoises de manifester leur intérêt pour le dialogue actuel par des "gestes significatifs"[24].

- En janvier 2008, le dalaï-lama a déclaré : « Depuis la reprise des contacts avec le gouvernement chinois en 2002, les choses ont semblé progresser jusqu’à la 5ème rencontre en 2006. Lors de cette 5ème rencontre, les officiels chinois ont reconnu que nous n’exigions pas l’indépendance. Quand notre envoyé est revenu, nous avons réellement senti qu’il s’agissait d’un progrès concret. Car notre but principal était de construire la confiance et de rendre claire notre position qui est que nous ne demandons pas l’indépendance. Et cela dans notre propre intérêt. Le Tibet est matériellement arriéré, et tous les Tibétains veulent moderniser le Tibet. Par conséquent, notre propre intérêt est de rester au sein de la république populaire de Chine. Y compris par exemple à propos de ce train qui arrive à Lhassa. Ceci est fondamentalement positif. Si je voulais aller à mon village par train, je pourrais le faire très confortablement. Et les gens de ma famille pourraient facilement venir me voir à Lhassa. C’est très positif. Après cette 5ème rencontre de février 2006, nous étions réellement joyeux et optimistes. Cette accusation d’être un "séparatiste" avait été clarifiée. Mais très rapidement, dès le mois d’avril, ils ont commencé à intensifier leurs accusations contre moi en tant que séparatiste, tout en intensifiant la répression au Tibet. Lors de la 6e rencontre, la dernière, en juin 2007, la délégation chinoise était bien plus dure. Les officiels chinois ont purement et simplement nié l’existence d’un problème tibétain. Il n’y a pas de problème avec le Tibet. Le problème, c’est le Dalaï Lama, ce "séparatiste". Il est désormais clair que ces accusations contre moi ainsi que la répression à l’intérieur du Tibet ne sont pas dues à des malentendus, mais qu’elles sont délibérées et intentionnelles. C’est beaucoup plus dangereux. »[39].

- Le 8 octobre 2008, Lodi Gyari a affirmé à l'Asia Society de New York que « si le problème n'est pas résolu, alors j'ai peur qu’une partie des Tibétains ne recoure à la violence ». Le dalaï-lama propose d'accepter un rôle pour le Parti communiste et le socialisme dans les secteurs tibétains, une idée qui n'est pas populaire parmi les Tibétains à cause de ressentiments. « Mais quand le Dalaï Lama fait une telle déclaration, il n’y a pas de forte opposition à cela. Ceci montre clairement la force et la profondeur de la vénération [pour le Dalaï Lama]. Si les Chinois souhaitent trouver une solution, c'est le moment, parce qu'ils ont une personne avec qui ils peuvent s'entendre »[40].

- Le 25 octobre 2008, à l'occasion du 48e anniversaire du Tibetan Children's Villages, le dalaï-lama a fait part de sa déception du fait de l'absence d'avancée du dialogue[41] et a déclaré : « J'ai mené avec sincérité l'approche de la voie médiane pour négocier avec la Chine depuis longtemps déjà, mais il n'y a pas eu de réponse positive du côté chinois. Quant à moi j'ai abandonné. Le problème du Tibet n'est pas le problème du Dalaï Lama à lui tout seul. C'est le problème de 6 millions de Tibétains. J'ai demandé au gouvernement tibétain en exil, comme à une vraie démocratie en exil, de décider en concertation avec le peuple tibétain de la poursuite de l'action »[42]. Selon le bureau du dalaï-lama, sa déclaration a été déformée par la presse[43]. Une retranscription de son discours par le Bureau du Tibet cite notamment : « Si les dirigeants chinois s’engagent honnêtement dans des discussions, alors je pourrais être en position de prendre cette responsabilité à nouveau. Je discuterai alors sincèrement avec eux »[44].

- Le 3 novembre, lors d’une visite au Japon, le dalaï-lama a déclaré : « Ma confiance envers le gouvernement chinois est devenue de plus en plus mince. La répression au Tibet s'accroît et je ne peux pas prétendre que tout va bien. Je dois reconnaître l'échec. Notre approche visant à apporter des changements a échoué, et, dans le même temps, les critiques au sein de la communauté tibétaine ont augmenté »[45].

- Le 11 novembre, le porte-parole du dalaï-lama a déclaré que ce dernier « estimait que, dans n'importe quel conflit, la seule solution réside dans le dialogue » ajoutant : « il ne peut y avoir aucun progrès sans pourparlers. C'est la position constante du dalaï lama »[46].

- Le 14 novembre, le dalaï-lama adressa un message aux Tibétains à l'intérieur et à l'extérieur du Tibet expliquant l'importance du processus démocratique mis en place en exil, et son attente que la prise de responsabilité par les Tibétains s'exprimera lors de la réunion spéciale de novembre[47].

- Le 16 novembre à la veille de la réunion spéciale, Lodi Gyari a affirmé : « Nous avons très clairement dit aux Chinois, cette fois-ci, que nous sommes parvenus à la croisée des chemins »[48], ajoutant « Notre plus grande déception, et la seule raison pour laquelle le Dalaï Lama dans le passé récent a dû publiquement exprimer son propre désespoir, c’est la situation à l’intérieur du Tibet. » Répondant à la déclaration chinoise de volonté de dialogue avec le dalaï-lama, il reprit une expression tibétaine affirmant « la porte soi-disant grande ouverte est verrouillée aussi fortement qu'une corne » ajoutant  « La porte est tellement fermée que nous n’avons pas même demandé de prochaine session de discussion »[49].

- Lors d’une rencontre en mai 2009 avec des universitaires et dissidents chinois, dont Harry Wu, le Dr. Yang Jianli, Xu Wenli et Hu Ping, le dalaï-lama a appelé les Chinois « à réaliser des recherches exhaustives » concernant le problème tibéto-chinois en visitant le Tibet. Répondant à une question sur le « Grand Tibet », il a expliqué que pour sa survie culturelle et pour des raisons pratiques réalistes l’ensemble du Tibet devait être uni, ajoutant : « Nous ne parlons pas d'indépendance. Donc si je ne parle que d'une partie du Tibet, ce n’est pas correct. Je me bats pour les droits mentionnés dans la constitution [de la Chine]. Il faut donner des droits égaux sur le plan de la culture et des traditions à la totalité du Tibet »[50]. Le dalaï-lama a affirmé lors d'une interview donnée le 31 mai 2008 que le terme de « Grand Tibet » n'est jamais utilisé par son administration, mais qu'il est utilisé par le gouvernement chinois[51].

- Le premier ministre tibétain, Samdhong Rinpoché, déclara le 27 janvier 2010 que la 9e session du dialogue permettra essentiellement de clarifier et d’expliquer certains aspects du « mémorandum sur l’autonomie réelle » qui avaient pu être « mal interprétés » et rejetés par la partie chinoise lors de la 8e session[52]. À l’issue de la session de discussion, les émissaires du dalaï lama ont déclaré : « nous avons appelé les Chinois à mettre un terme à ces accusations sans fondements contre Sa Sainteté, qui le qualifient de séparatiste. Au contraire, nous avons exhorté la direction chinoise à travailler avec lui pour trouver une solution au problème tibétain mutuellement acceptable en se fondant sur le mémorandum »[53],[54].

## Commentaires des représentants de la république populaire de Chine
- La 1re discussion (septembre 2002) : Kong Quan, le porte-parole du Ministère chinois des Affaires étrangères, déclara que le gouvernement chinois avait accepté la visite en septembre d'un groupe « d'expatriés tibétains ». Selon lui, le groupe ferait cette visite de façon privée pour rencontrer leurs familles. « La Chine accueille leur retour et voit cette visite comme une chance pour eux d'observer le développement du Tibet » et « La Chine pense que le Dalaï Lama a utilisé le soutien d'organisations internationales pour s'engager dans des activités séparatistes ». Kong rappela le 17 septembre de cette même année que « la Chine n'engagerait pas de dialogue tant que le dalaï-lama n'arrêterait pas ses activités séparatistes »[55].
- La 2e discussion (mai 2003): après cette seconde visite, le 5 décembre 2003, Zhuang Guosheng (Département du travail du front uni du Comité central du PCC) affirma que des « compatriotes tibétains étaient venus en visite touristique » et qu’un « rapport mensonger avait évoqué des négociations »[12]. Le 23 novembre 2003, Wen Jiabao, premier ministre chinois, affirma que « la porte de la communication entre le dalaï-lama et le gouvernement central était grande ouverte (...) s’il abandonnait véritablement sa position visant à rechercher l’indépendance »[12].
- La 3e discussion (septembre 2004): au moment de cette discussion, le 16 septembre 2004, M. Kong Quan, porte-parole du Ministère chinois des Affaires étrangères à Pékin, déclare que, « chaque année, un grand nombre de compatriotes tibétains sont autorisés à rentrer au pays, y compris des intimes du dalaï-lama », ajoutant que ces 'prétendus émissaires' étaient venus « rendre visite à des proches et à des connaissances »[12].
- La 4e discussion juin au 1er juillet 2005.
- La 5e discussion : 2006. Le 5 juillet 2006, le Gouverneur de la Région autonome du Tibet, Jampa Phuntsok, a reconnu que les discussions entre les envoyés du dalaï-lama et le gouvernement chinois n'avaient pas produit de négociations substantielles. Après la visite en Chine des envoyés du dalaï-lama, un porte-parole du Ministère chinois des Affaires étrangères a minimisé l'importance de la visite en affirmant que « des Tibétains de l'étranger visitaient leur mère-patrie en leur qualité personnelle ».
- La 6e discussion : du 29 juin au 5 juillet 2007
- La 7e discussion : Le 4 mai 2008 la première partie de cette réunion fut courte, et l'agence Chine nouvelle a annoncé que « les membres du gouvernement central et des représentants personnels du 14e dalaï-lama sont convenus de tenir une nouvelle série de contacts et de consultations à une date appropriée »[56].
- La 8e discussion : après la déclaration du dalaï-lama expliquant qu'il perdait confiance en la volonté chinoise de résoudre le conflit, les représentants chinois ont appelé la partie tibétaine à respecter les engagements de juillet 2008[57]. L’agence Chine nouvelle a cité un responsable déclarant à la veille de cette 8e discussion : « les administrations concernées des autorités centrales chinoises organiseront une nouvelle session de contacts et de négociations avec les représentants privés du dalaï-lama dans un "avenir proche" », et ajoutant  que le dalaï-lama devrait « prendre grand soin de saisir cette occasion et répondre positivement aux conditions posées par les autorités centrales »[58]. Selon l'agence Chine nouvelle, Du Qinglin, un représentant des autorités chinoises a déclaré : « À aucun moment ou en aucune circonstance nous ne ferons preuve de faiblesse, il n'est pas question d'"indépendance" du Tibet, de "semi-indépendance" ou d'"indépendance déguisée" »[45]. Des responsables du Département du travail du front uni du Comité central du PCC et de la Région autonome du Tibet ont confirmé la déclaration de Du Qinglin et ont aussi indiqué que « la porte resterait toujours ouverte pour permettre au dalaï-lama de revenir à une position patriotique »[59]. Pour les autorités chinoises qui ont affirmé le 10 novembre 2008 l'échec de la 8e session de discussions, la négociation serait close[60]. Cependant, le 15 novembre, le ministre chinois pour le Tibet Zhu Weiqun a déclaré à Londres que la Chine veut que ces discussions se poursuivent[61].

## Mémorandum sur l'autonomie effective pour le peuple tibétain
Lors de la 7e série de pourparlers (1 au 2 juillet 2008), les représentants de la Chine ont invité les représentants du dalaï-lama à faire part des suggestions de celui-ci sur la stabilité et le développement du Tibet ainsi que sur le niveau et le type d’autonomie recherché dans le respect de la Constitution de la république populaire de Chine.
Aussi, lors de la 8e série de pourparlers, les représentants du dalaï-lama ont-ils présenté un « Mémorandum sur l’Autonomie Effective pour le Peuple tibétain ». Ce Mémorandum, rendu public en novembre 2008, affirme que la Constitution de la république populaire de Chine comprend des principes sur l’autonomie et l’autogouvernance compatibles avec les souhaits des Tibétains. Le Mémorandum précise que les Tibétains souhaitent préserver leur patrimoine, et permettre son évolution  pour entrer dans le XXIe siècle sans que leur identité, culture, valeurs fondamentales, et environnement n’en pâtissent. Les domaines concernés par le gouvernement autonome des Tibétains seraient la langue, la culture, la religion, l’éducation, la protection de l’environnement, l’utilisation des ressources naturelles, le développement économique et le commerce, la santé publique, la sécurité publique, le contrôle des mouvements de population et les échanges avec les pays étrangers dans les domaines culturels, éducatifs et religieux.
Le Mémorandum affirme aussi que les Tibétains résidant sur le Plateau tibétain, intégrant toutes les régions actuellement désignées par la RPC comme des subdivision administrative autonome tibétaine, devrait être gérée par une même entité administrative.
Le Mémorandum affirme encore que la mise en œuvre de l’autonomie devrait permettre aux Tibétains de constituer un gouvernement et des institutions régionales, de légiférer sur les questions régionales, et d’être représenté au niveau du Gouvernement central chinois, tout en définissant une séparation des pouvoirs entre le Gouvernement central chinois et la région autonome tibétaine.
Le 12 mars 2009, les députés européens ont voté un texte qui « prie instamment le gouvernement chinois de considérer le mémorandum sur une autonomie réelle pour le peuple tibétain, présenté en novembre 2008, comme une base de discussion sur le fond ».
Le gouvernement central chinois a réagi au Mémorandum en affirmant qu’il contredit la Constitution de la RPC et les « trois adhésions » (le commandement du Parti communiste chinois ; le socialisme avec ses caractéristiques chinoises, et le système de l’Autonomie nationale régionale). Le gouvernement tibétain en exil a publié le 3 février 2010 une « Note explicative du Mémorandum sur l’autonomie véritable pour le peuple tibétain » afin de clarifier sa position dans le cadre de la Constitution et de ses principes sur l’autonomie en adéquation avec les « trois adhésions ».

## Commentaire de Wen Liao sur le «Mémorandum»
Dans un article mis en ligne le 23 septembre 2009 sur le site Foreign Policy, Wen Liao, présidente de Longford Advisors, cabinet de conseil spécialiste des domaines politique, économique et commercial basé à Hong Kong, caractérise ainsi le contenu du Mémorandum : « Le "Mémorandum sur l'autonomie effective pour le peuple tibétain" qui guide la politique du gouvernement tibétain en exil, appelle à des concessions majeures, dont la création d'un nouveau territoire autonome englobant toutes les zones habitées par des personnes d'ethnie tibétaine (approximativement 25 % du territoire total de la Chine), des restrictions apportées à la migration de non Tibétains dans les zones tibétaines, ainsi que la maîtrise complète de toutes les affaires à l'intérieur de ce territoire "tibétain" (y compris la mainmise sur la cession des terres dont l'État n'est pas propriétaire), sauf pour ce qui est de la défense et de certains aspects des relations avec l'étranger. ».
Pour Wen Liao, la Chine n'acceptera jamais « un grand Tibet autonome », car ce ne serait qu'une étape vers l'indépendance complète, l'exacerbation du nationalisme tibétain et une incitation pour d'autres ethnies comme les Ouighours à demander la même indépendance. En particulier, la demande que les Tibétains vivant en dehors des limites du Tibet relèvent de la structure autonome voulue par le dalaï-lama, est purement et simplement inacceptable pour les Chinois.
Si le dalaï-lama veut être pris pour un négociateur sérieux par la Chine, il doit, ajoute Wen Liao, reconnaître que la négociation ne peut porter que sur le territoire qu'il a fui il y a cinquante ans.

## Commentaires de Wang Lixiong sur l'échec des négociations
Le 16 décembre 2008, dans une analyse intitulée « Des négociations sans résultat ont un rôle », l'écrivain et intellectuel chinois Wang Lixiong voit deux conclusions à l'échec des discussions :
1. que les négociations tibéto-chinoises devraient concerner le peuple chinois et la Chine de l'avenir, nécessitant de préparer de futures discussions, car ce n'est que si la Chine comprend la « voie du milieu » et s'accorde sur une véritable autonomie pour le Tibet que la question tibétaine pourra être résolue.
2. que tous doivent maintenant comprendre qu'il n'y a aucun espoir de résoudre la question du Tibet avec une Chine despotique[69].

## Réactions internationales aux discussions entre les représentants du dalaï-lama et Pékin
- États-Unis : en 2004, un rapport du Bureau of East Asian and Pacific Affairs concluait que le dalaï-lama peut être un partenaire constructif car la Chine est aux prises avec des défis complexes concernant sa stabilité régionale et nationale. Il incarne une vision partagée par la grande majorité des Tibétains et son autorité morale permet d’unir les communautés tibétaines en Chine et à l'extérieur. Travailler avec le dalaï-lama pour résoudre les problèmes du Tibet est dans l'intérêt du Gouvernement chinois et du peuple tibétain, tandis que l’absence de résolution de ces problèmes risque de mener à des tensions plus grandes en Chine et de faire obstacle à développement politique et économique complet avec les États-Unis et les autres nations[10].
- : en décembre 2008, Ban Ki-moon appelle la Chine à poursuivre son dialogue avec les représentants du dalaï-lama[70],[71].
- Inde : en mars 2008, Pranab Mukherjee ministre indien des Affaires étrangères a appelé à la résolution du conflit sino-tibétain par le dialogue[72].
- Allemagne : en octobre 2008, Angela Merkel a plaidé pour une rencontre sur l'autonomie culturelle du Tibet entre Hu Jintao et le dalaï-lama[73]. En janvier 2009, au cours d'entretiens entre Angela Merkel et Wen Jiabao, la chancelière a exprimé le vif intérêt de l'Allemagne à la reprise des pourparlers entre Pékin et les représentants du dalaï-lama[74].
- Danemark : en octobre 2002, le Danemark assumant alors la présidence de l'Union européenne, soulignait l'espoir de l'Europe au sujet de « cette visite qui pavera la route pour un dialogue direct entre Pékin et le Dalaï-Lama, conduisant à une solution pacifique et durable à la question tibétaine »[75].
- Norvège Selon Aftenposten, la Norvège aurait mis en place une diplomatie secrète pour aider à la résolution du conflit sino-tibétain[76].
- France : le 25 octobre 2008, Rama Yade regrette que le dialogue entre la Chine et les représentants tibétains ne soit pas « plus efficace »[77].
- États-Unis : le 30 octobre 2008, le porte-parole du département d'État a déclaré : "Comme d'autres dans le monde, nous continuerons à attendre de ces discussions qu'elles aboutissent à des résultats concrets"[78].
- Le 11 mars 2009, la Chambre des représentants américaine a voté une résolution appelant à "reconnaître la détresse du peuple tibétain à l'occasion du 50e anniversaire de la fuite du dalaï lama et appelle à un effort multilatéral soutenu pour apporter une solution durable et pacifique au problème du Tibet"[79].
- Royaume-Uni : le secrétaire d’État aux Affaires étrangères et du Commonwealth, David Miliband, a déclaré que « Le gouvernement chinois a dit être sérieux au sujet du dialogue et qu'il espère une issue positive. Il a défini des conditions pour le dialogue que nous pensons être remplies par le Dalaï Lama »[80]. Le 2 février 2009, Gordon Brown « a appelé le gouvernement chinois à une poursuite du dialogue pour résoudre les questions de fond avec le Tibet »[81]
- Le 9 février 2009, des associations européennes solidaires de la cause tibétaine avaient lancé une campagne appelant les membres du Parlement européen à voter une nouvelle Résolution pour la reconnaissance du gouvernement tibétain en exil d’ici à juin 2009[82].